# 深证300指数
深圳证券交易所300股价指数（简称深证300指数、深证300，英文SZSE 300 Price Index），指数代码为深交所：399007，是深圳证券交易所主要的成分指数之一，由300只规模大、市场份额高、交易活跃的股票组成，指数反映了深圳市场具备代表性的上市公司股价的变动走势。
深圳300指数于2009年11月4日与深圳300R指数一起首次发布，是深市大中盘指数的代表，由深圳A股市场规模大、流动性好、最具代表性的300只股票组成，总市值市场覆盖率约为40%。

## 样本股标准
从在深圳交易所上市的股票中，具备下列条件的股票，按个股平均总市值占市场比重、平均自由流通市值占市场比重和平均成交金额占市场比重来评估选取：
- 非ST、*ST的A股；
- 有一定上市交易日期（一般为六个月，总市值和自由流通市值综合排名位于深圳市场前 10 名的股票不受此限制）；
- 公司最近一年无重大违规、财务报告无重大问题；
- 公司最近一年经营无异常、无重大亏损；
- 考察期内股价无异常波动。